# Bañistas masculinos

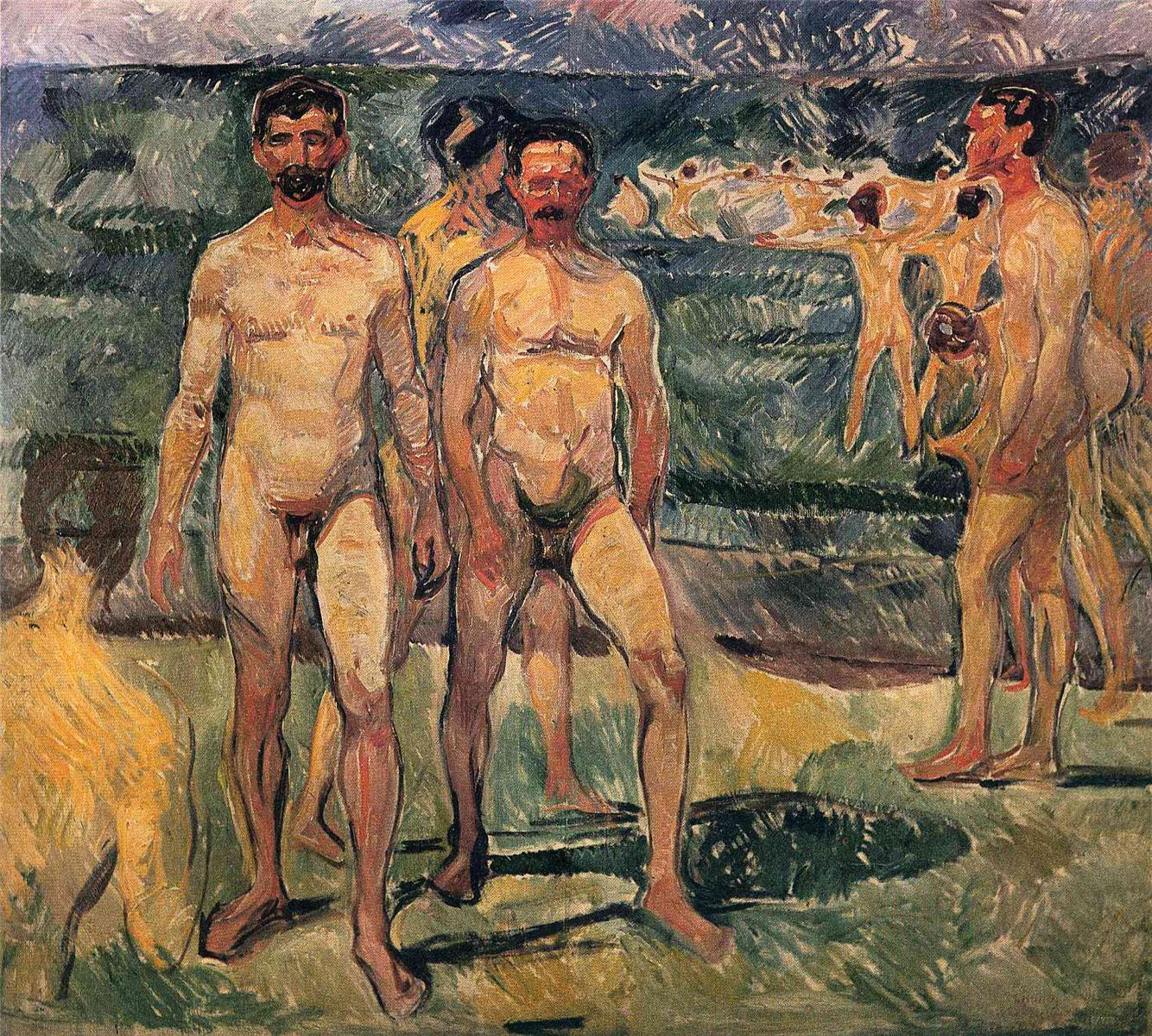
Bañistas masculinos, Edvard Munch, Ateneum de Helsinki; 1907.

Bañistas masculinos (en noruego: Badende menn) es una pintura al óleo del artista noruego Edvard Munch de 1907-1908. La pintura es parte de las colecciones del Ateneum en Helsinki. Hay varias pinturas de Munch sobre el mismo tema, incluida una obra similar en la Galería Belvedere en Viena y dos bocetos en el Museo Munch en Oslo.
Aunque las bañistas femeninas eran un tema habitual en la pintura occidental, su contraparte masculina era mucho menos frecuente. Representar a personas desnudas que se bañan al aire libre fue un motivo popular en los primeros años del siglo XX cuando florecieron las ideas naturistas sobre la desnudez y los efectos beneficiosos de la vida al aire libre en el cuerpo y el alma. Los títulos de las muchas pinturas de Munch sobre este tema varían dependiendo de si los representados son hombres o mujeres (Mujeres bañándose), adultos o jóvenes (Niños bañándose, Niñas bañándose), grupos o figuras solas (Hombres bañándose), y si los bañistas están en playas, acantilados o balnearios (Baños de hombres en los acantilados). Otros artistas que pintaron bañistas son Paul Cézanne (grandes bañistas), Auguste Renoir, Eugène Jansson (The Fleet's Bath House) y Anders Zorn (Out).
La versión más monumental de las pinturas de Munch es la que se encuentra en el Ateneum. Tiene 206 cm de alto por 227,5 cm de ancho. La pintura se realizó en el balneario de la localidad costera de Warnemünde, en el norte de Alemania, donde Munch fue a recuperarse de sus problemas nerviosos tras la ruptura con su prometida Tulla Larsen (retratada en Autorretrato con Tulla Larsen). Los socorristas locales fueron sus modelos. La estadía condujo a una cierta recuperación y a una mayor productividad, pero al año siguiente ingresó en una clínica de nervios en Copenhague. 
Los bañistas se exhibieron en Helsinki en 1911 como la pieza central de un tríptico que Munch llamó la Edad de la vida (un paralelo a su serie más conocida llamada El Friso de la vida). Representaba la masculinidad y en las páginas del tríptico había pinturas que representaban la juventud y la vejez. Aunque la pintura se consideró muy controvertida en la exposición, fue comprada por el Ateneum. 
Munch plasma la acotada playa nudista masculina con un inusual tono alegre y optimista, en colores vivos, casi fauvistas. Los bañistas masculinos y La muerte de Marat creada al mismo tiempo provocaron un cambio en la expresión artística de Munch. Anteriormente, Munch había pintado principalmente con pinceladas largas, campos de color uniformes con contornos claros, que se pueden ver aun en las primeras pinturas de bañistas. Pero en Los bañistas masculinos de 1907, Munch pintó formas poderosas y aireadas que ocasionalmente se lograban con la ayuda de líneas rítmicamente retorcidas. 

## Listado de las diferentes versiones
| Pintura | Nombre                             | Número | Åños      | Tamaño      | Museo                                         | Ciudad   |
| ------- | ---------------------------------- | ------ | --------- | ----------- | --------------------------------------------- | -------- |
|         | Mujeres bañándose                  | 356    | 1894      | 79,5 × 81,5 | Museo Munch                                   | Oslo     |
|         | Chicos bañándose                   | 358    | 1894      | 92 x 150    | Museo Nacional de Arte, Arquitectura y Diseño | Oslo     |
|         | Mujeres bañándose                  | 396    | 1896–1898 |             | Museo Munch                                   | Oslo     |
|         | Chicos bañándose                   | 409    | 1897–1898 |             | Museo Munch                                   | Oslo     |
|         | Niñas bañándose                    | 411    | 1897–1898 |             | Museo Munch                                   | Oslo     |
|         | Niños bañándose                    | 412    | 1897–1899 |             | Museo Munch                                   | Oslo     |
|         | Hombres jóvenes bañándose          | 589    | 1904      |             | Museo Munch                                   | Oslo     |
|         | Hombres jóvenes bañándose          | 763    | 1904      |             | Museo Munch                                   | Oslo     |
|         | Hombres jóvenes bañándose          | 763    | 1904      |             | Museo Munch                                   | Oslo     |
|         | Hombres bañándose                  | 763    | 1907      |             | Museo Munch                                   | Oslo     |
|         | Hombres bañándose                  | 764    | 1908      | 100 x 120   | Galería Belvedere                             | Viena    |
|         | Hombres bañándose                  | 765    | 1907      |             | Museo Munch                                   | Oslo     |
|         | Hombres bañándose                  | 766    | 1907–1908 | 206 x 227,5 | Ateneum                                       | Helsinki |
|         | Hombres bañándose                  | 1090   | 1913–1915 |             | Museo Munch                                   | Oslo     |
|         | Hombres bañándose en el acantilado | 1147   | 1915      |             | Museo Munch                                   | Oslo     |
|         | Hombres bañándose en el acantilado | 1148   | 1915      |             | Museo Munch                                   | Oslo     |
|         | Mujeres bañándose en el acantilado | 1150   | 1915      |             | Museo Munch                                   | Oslo     |
|         | Hombres bañándose                  | 1151   | 1915      |             | Museo Munch                                   | Oslo     |
|         | Hombre bañándose en el acantilado  | 1152   | 1915      |             | Museo Munch                                   | Oslo     |
|         | Mujeres bañándose en el acantilado | 1153   | 1915      |             | Museo Munch                                   | Oslo     |
|         | Hombres bañándose en el acantilado | 1154   | 1915      |             | Museo Munch                                   | Oslo     |
|         | Hombre bañándose                   | 1283   | 1918      |             | Museo Munch                                   | Oslo     |
|         | Hombre bañándose                   | 1284   | 1918      | 160 x 110   | Museo Nacional de Arte, Arquitectura y Diseño | Oslo     |
|         | Hombres bañándose                  | 1577   | 1926–1930 |             | Museo Munch                                   | Oslo     |
|         | Hombres bañándose                  | 1578   | 1926–1930 |             | Museo Munch                                   | Oslo     |
|         | Hombres bañándose                  | 1658   | 1929      |             | Museo Munch                                   | Oslo     |
|         | Mujer y niño bañándose             | 1681   | 1935      |             | Museo Munch                                   | Oslo     |